# Kosnita-Punkt

Satz von Kosnita mit Kosnita-Punkt K

Der Kosnita-Punkt, benannt nach dem rumänischen Mathematiker Cezar Coșniță (1910–1962), ist einer der besonderen Punkte eines Dreiecks. Er ist isogonal konjugiert zum Mittelpunkt des Feuerbach-Kreises.
Der Punkt leitet seinen Namen von dem Satz von Kosnita ab, der das Folgende besagt:

„Sei O der Umkreismittelpunkt eines Dreiecks ABC sowie MAB, MBC und MAC die Umkreismittelpunkte der Dreiecke OBC, AOC und ABO, dann schneiden sich die Geraden CMAB, AMBC und BMAC in einem gemeinsamen Punkt.“

Der gemeinsame Schnittpunkt der Geraden aus dem Satz von Kosnita wird als Kosnita-Punkt bezeichnet, er hat die Kimberling-Nummer X(54).

## Koordinaten
Die baryzentrischen Koordinaten des Kosnita-Punktes sind
{\displaystyle {\frac {\sin \alpha }{\cos(\beta -\gamma )}}\,:\,{\frac {\sin \beta }{\cos(\gamma -\alpha )}}\,:\,{\frac {\sin \gamma }{\cos(\alpha -\beta )}}.}